# Üçbaşlı, Mihalıçcık
Üçbaşlı là một xã thuộc huyện Mihalıçcık, tỉnh Eskişehir, Thổ Nhĩ Kỳ. Dân số thời điểm năm 2011 là 57 người.